# 竹山祐右
竹山 祐右（たけやま ゆうすけ、11月27日 - ）は、日本の漫画家・イラストレーター・デザイナー。静岡県出身。武蔵野美術大学造形学部基礎デザイン学科卒業。男性。
代表作に『サムライリーガーズ』や、ロードバイクを題材とした『はやめブラストギア』など。

## 経歴
学生時代に「大道芸人 稲月葉子」で少年ジャンプ編集部主催第15回（1997年10月期）天下一漫画賞の佳作を受賞し、翌年同作で商業誌デビュー。2000年には『週刊少年ジャンプ』（集英社）にて初連載作の「カイゼルスパイク」を開始した。その後は活動の場をジャンプ以外に移し、幻冬舎コミックスや少年画報社など様々な出版社で執筆中。作風としては勢いのある絵柄を活かしたアクション漫画やスポーツ漫画が多い他、中華風のテイストを持つキャラクターや言葉などが作中に多々登場することが特徴。作画方法に関しては、2009年時点でアナログ作業8に対してデジタル作業2程の比率であるという。またデザイナーとしては自身の漫画作品を中心に、作中に登場するロゴや作品自体のタイトルロゴなどを制作している。
別ペンネームとして沙神義経（さがみよしつね）や沙神よしつね（さがみ よしつね）、夢獣吼妖を用いて主に不定期で同人活動も行なっている。2013年からは、前述した沙神よしつね名義を用いて商業成年漫画の執筆も開始した。
大学在学時は漫画研究会に所属。この際に知り合った同業者のCHOCOやBLADEなどと現在でも親交が深く、お互いにアシスタントや各種デザインなどで協力しあっている。

## 作品一覧

### 連載
- カイゼルスパイク（『週刊少年ジャンプ』2000年33号 - 46号） - 初連載作。
- レガシードッグ（『月刊少年エース』2003年11月号 - 2004年1月号） - 短期集中連載。『レガシードッグ・エルザ』に収録。
- 皇龍飯店（『電撃帝王』Vol.3,Vol.6,Vol.8,Vol.9） - Vol.9掲載分は単行本未収録。
  - 皇龍飯店 REST DRAGON（『MAGNA』2006年10月号 - 2007年2月号） - 上記「皇龍飯店」の第1話から第3話を加筆修正したものに新作話を追加したもの。
- 特捜戦隊デカレンジャー THE MOVIE フルブラスト・アクション（『特撮エース』No.007 - No.009） - 監修：東映。
- 英雄伝説 ガガーブトリロジー 海の檻歌 EPISODE EX From Eyes of Una（『電撃Webコミックくりまん』2005年11月1日 - 2006年1月5日）[注 1] - 『英雄伝説 ガガーブトリロジー コンプリートアートブックス』に収録。
- デュアルジャスティス（『MAGNA』2007年6月号 - 2008年12月号）
- ファンタシースターオンライン ブルーバースト3周年記念4コママンガ（『ファンタシースターオンライン ブルーバースト 公式サイト』2007年8月28日 - 2008年5月27日） - 単行本未収録。
- 破戒劔師（『ヤングキングアワーズ』2008年7月号 - 2009年12月号）
- サムライリーガーズ（『ヤングキングアワーズ』2010年10月号 - 2012年10月号）
- 悪霊神 -あらがみ-（『月刊ヤングキング』2013年5月号 - 9月号→『ヤングキングアワーズGH』2013年10月号） - 第一部完扱い。
- はやめブラストギア（『ヤングキングアワーズ』2016年3月号 - 2020年4月号） - デザイン協力：CHOCO〔オーメストグランデ〕

### 読み切り
- 大道芸人 稲月葉子（『週刊少年ジャンプ』1998年12号） - 『カイゼルスパイク』第2巻に収録。
- 拳侠斗士FISTMAN（『週刊少年ジャンプ』1998年37号,38号） - 『カイゼルスパイク』第2巻に収録。
- 桜華忠臣伝（『月刊電撃コミックガオ!』2006年5月号） - 『レガシードッグ・エルザ』に収録。
- TRANS GIRL TRANS（『特撮エース』No.017） - 『レガシードッグ・エルザ』に収録。
- 桜華の道 -さくらのみち-（『MAGNA』2007年3月号） - 『レガシードッグ・エルザ』に収録。
- BIRTH OF LOVE -EX EPISODE FROM LAMIA LOVELESS-（『電撃スパロボ!』Vol.7） - 『スーパーロボット大戦OGクロニクル』第2巻に収録。
- UNSUNG HERO -EX EPISODE FROM EITA NADAKA-（『電撃スパロボ!』Vol.8） - 『スーパーロボット大戦OGクロニクル』第3巻に収録。
- 麻雀学炎風人帖（『近代麻雀』2010年2月15日号、『近代麻雀オリジナル』2012年11月号） - 単行本未収録。
- DUO -ディフェンス アンダー ジ オフェンス-（『月刊ヤングキング』2010年3月号） - 単行本未収録。
- 雷神 -RISING- EX EPISODE FROM RAIDEI THE BLADE（『ヤングキングアワーズ』2010年4月号） - 『TRIGUN -Multiple Bullets-』に収録。

### 連載（成年向け）
沙神よしつね名義。
- 性体師さくら先生（『アクションピザッツSP』2015年2月号 - 11月号）
- まるはだかの南さん（『アクションピザッツ』2020年10月号 - 2021年6月号）

### 読み切り（成年向け）
沙神よしつね名義。
- てんぱれ!蒼衣さん（『アクションピザッツSP』2013年12月号）[注 2]
- 大当たり姉さん（『アクションピザッツSP』2014年2月号）[注 2]
- 秘湯巡りの源さん（『アクションピザッツSP』2014年4月号）[注 2]
- 壁向こうの涼華さん（『アクションピザッツSP』2014年5月号）[注 2]
- ふたりの美佐紀さん（『アクションピザッツSP』2014年7月号,8月号）[注 2]
- 神取さんとの夏（『アクションピザッツSP』2014年10月号,11月号,12月号）[注 2]
- 愛のすみか（『アクションピザッツSP』2015年12月号,2016年1月号,2月号）[注 3]
- コーポ羽良衣の大谷さん（『アクションピザッツ』2020年8月号）[注 3]

### 書籍
各巻の詳細は該当項目を参照。
- 『カイゼルスパイク』、集英社 〈ジャンプ・コミックス〉 2001年、全2巻
- 『特捜戦隊デカレンジャー THE MOVIE フルブラスト・アクション』、角川書店 〈カドカワコミックス・エース〉 2005年、全1巻
- 『皇龍飯店 REST DRAGON』、発行：幻冬舎コミックス / 発売：幻冬舎 〈バーズコミックス〉 2007年3月24日第1刷発行（同日発売[10]）、全1巻 ISBN 978-4-344-80944-4
- 『レガシードッグ・エルザ』、発行：幻冬舎コミックス / 発売：幻冬舎 〈バーズコミックス〉 2007年6月24日第1刷発行（6月23日発売[11]）、短編集 ISBN 978-4-344-81009-9
- 『デュアルジャスティス』、発行：幻冬舎コミックス / 発売：幻冬舎 〈バーズコミックス〉 2007年 - 2009年、全3巻
  1. 2007年12月24日第1刷発行（12月22日発売[12]）、ISBN 978-4-344-81166-9
  2. 2008年6月24日第1刷発行（同日発売[12]）、ISBN 978-4-344-81343-4
  3. 2009年3月24日第1刷発行（同日発売[12]）、ISBN 978-4-344-81591-9
- 『破戒劔師』、少年画報社 〈YKコミックス〉 2008年 - 2009年、全3巻
  1. 2009年1月9日初版発行（2008年12月26日発売[13]）、ISBN 978-4-7859-3083-7
  2. 2009年7月20日初版発行（7月6日発売[14]）、ISBN 978-4-7859-3190-2
  3. 2009年12月24日初版発行（12月10日発売[15]）、ISBN 978-4-7859-3277-0
- 『サムライリーガーズ』、少年画報社 〈YKコミックス〉 2011年 - 2012年、全4巻
- 『悪霊神 -あらがみ-』、少年画報社 〈YKコミックス〉 2013年、既刊1巻
  1. 2013年10月1日初版発行（9月17日発売[16]）、ISBN 978-4-7859-5125-2
- 『はやめブラストギア』、少年画報社 〈YKコミックス〉 2016年 - 2020年、全8巻

### 書籍（成年向け）
沙神よしつね名義。
- 『年上これくしょん』、エンジェル出版 〈エンジェルコミックス〉 2015年2月17日第1刷発行（同日発売[17]）、短編集 ISBN 978-4-87306-625-7
- 『性体師さくら先生』、エンジェル出版 〈エンジェルコミックス〉 2015年12月17日第1刷発行（同日発売[17]）、全1巻 ISBN 978-4-87306-681-3
- 『まるはだかの南さん』、エンジェル出版 〈エンジェルコミックス〉 2021年6月17日第1刷発行（同日発売[17]）、全1巻 ISBN 978-4-87306-954-8

### その他
- ガレージキット『〇六式 中短距離制圧火器「雷鎚（イカヅチ）」』（大日本技研） - パッケージイラスト

など。

## 師匠
- 武井宏之[18]
- 若宮弘明

## アシスタント
項目がある人物のみ記載
- 田辺洋一郎[19]
- もみじ真魚[19]
- 河野慶[20]

## 関連人物
- BLADE[21]
- CHOCO[21]
- Bell's[21]
- 今泉昭彦[21]
- 篠房六郎[22]
- わざきた - 高校時代からの友人[23]。